# Rosenpforte

Die Lage der Rosenpforte, rot markiert auf einem Stadtplan von 1910

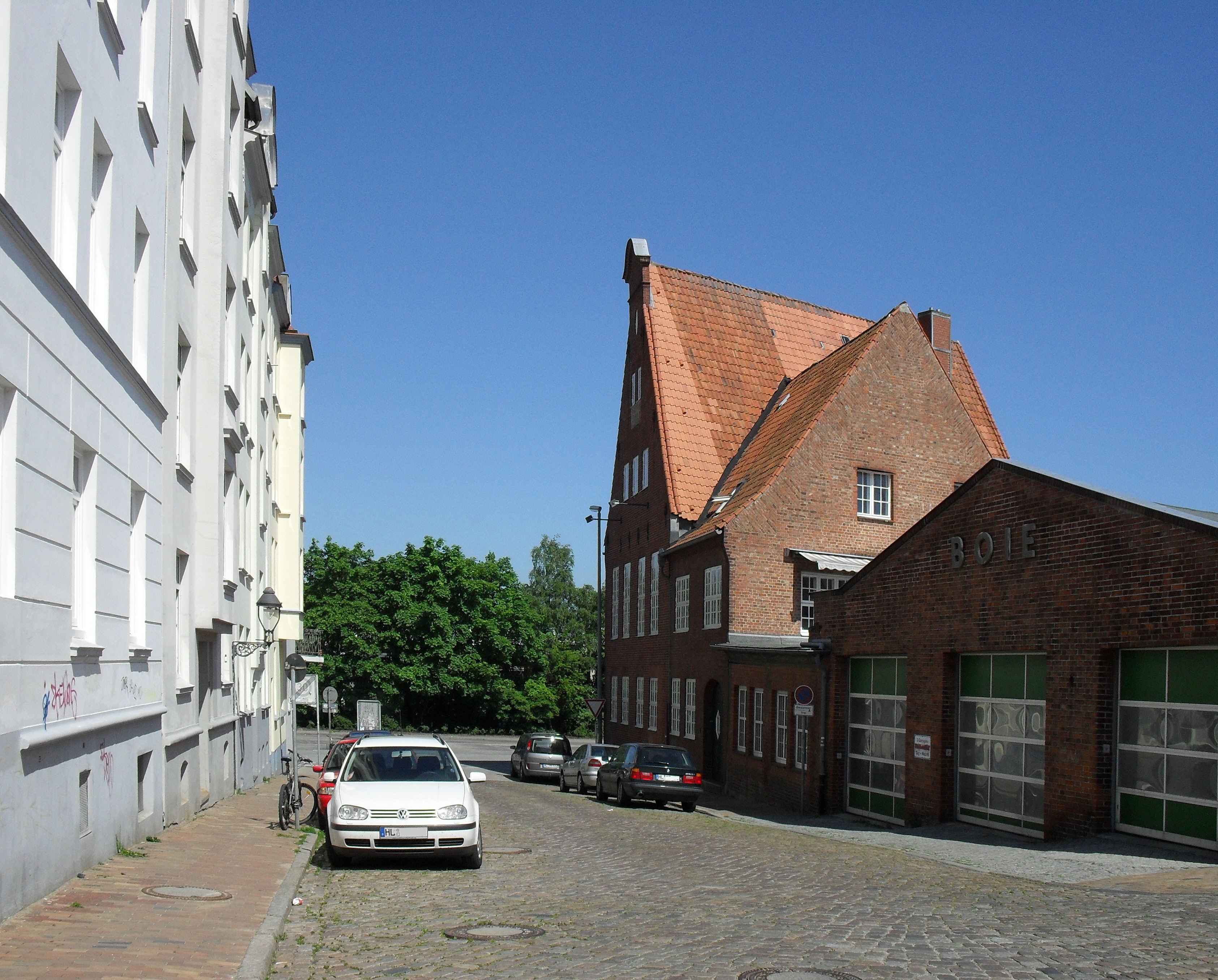
Die Rosenpforte mit dem Geschäftshaus der Firma Boie

Die Rosenpforte ist eine Straße der Lübecker Altstadt.

## Lage
Die etwa 50 m lange Rosenpforte befindet sich im Nordosten der Altstadtinsel, im Jakobi Quartier. Sie geht aus dem platzartigen Zusammentreffen von Wakenitzmauer, Rosenstraße und Kleiner Gröpelgrube hervor, verläuft ostwärts und endet durch Einmündung in die Kanalstraße.

## Geschichte
Die Rosenpforte ist eine der wenigen Straßen der Lübecker Altstadt, die nicht unmittelbar auf die Gründungszeit der Hansestadt zurückgehen: Sie wurde erst 1904 als neue Querverbindung zur 1901 erbauten Kanalstraße angelegt. Ihr Name leitet sich dennoch aus weit früherer Zeit ab und verweist auf einen an dieser Stelle gelegenen, Rosenpforte benannten kleinen Durchlass in der mittelalterlichen Stadtmauer, der den Bewohnern der umliegenden Straßen Zugang zum Wakenitzufer gewährte und der später auch zur Bastion Rosenwall, einem Teil der ab 1613 errichteten neuen Bastionärbefestigungsanlagen, führte.
Mit dem Abriss der Stadtmauer 1853 verschwand die alte Rosenpforte, ohne sichtbare Überreste zu hinterlassen. Der Name hingegen blieb in Erinnerung und fand erneut Verwendung, als 1904 die neue kurze Verbindungsstraße an diesem Ort benannt wurde.